# Diecezja Badulli
Diecezja Badulli (łac.: Dioecesis Badullana) – rzymskokatolicka diecezja ze stolicą w Badulli w Sri Lance, wchodząca w skład Metropolii Kolombo. Siedziba biskupa znajduje się w Katedrze Najświętszej Maryi Panny w Badulli. 

## Historia
- Diecezja Badulli powstała 18 grudnia 1972.

## Biskupi
- Leo Nanayakkara OSB (1972–1982)
- Edmund Joseph Fernando OMI (1983–1997)
- Winston Fernando SSS (1997–2023)
- Jude Nishanta Silva (od 2023)

## Podział administracyjny
W skład diecezji Badulla wchodzi 19 parafii

## Główne świątynie
- Katedra: Katedra Najświętszej Maryi Panny w Badulli